# ركن أباد يك (كوه بنج)
رکن أباد يك (بالإنجليزية: Roknabad-ye Yek)‏ هي مستوطنة تقع في إيران في البلدة المركزية. يقدر عدد سكانها بـ 12 نسمة .